# DreamChaser Tour
DreamChaser Tour fue la segunda gira de Jessica Simpson para ayudar a promover el éxito de su álbum Irresistible y su primer Tour como cantante principal. Ella comenzó la gira el 7 de agosto de 2001 en Corpus Christi, Texas, y corrió veinticinco fechas hasta mediados de septiembre de 2001.

## Historia

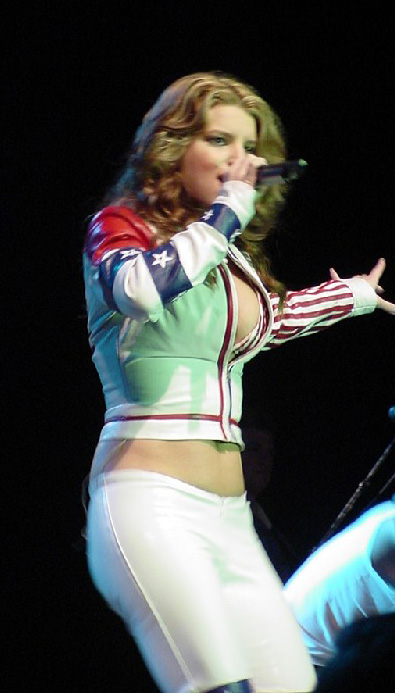
Jessica Simpson interpretando "I Think I'm In Love With You" en el USO Tour en 2001

Aparte de las actuaciones en directo, Simpson quedó en una posición única en América del Norte gira como cabeza de cartel titulado el Tour Dreamchaser. En contraste con su anterior co-tour con 98 Degrees, Simpson quería "Dreamchaser" a presentarla como una cantante e intérprete, en el molde de Britney Spears. Simpson decidió hacer el recorrido subido de tono mediante la adición de más bailarines de respaldo y skimpier en el uso de ropa. Ella tomó clases de baile para la gira, mientras sentía que tenía que transformarse en un artista. La gira se estableció en un escenario portátil llamado "Lugar Extreme Mobile", con una capacidad para 10 000 personas, y corrió en estacionamientos de centros comerciales. 
La gira inició el 7 de agosto de 2001, en Corpus Christi, Texas, y corrió veinticinco fechas hasta mediados de septiembre. Entradas precios osciló entre $29.99 y $39.99 dólares. En una entrevista con Deseret News, Simpson dijo que "fue un viaje divertido. Eso fue como una preparación para mí. Fue una de esas cosas donde yo sólo quería salir y conocer a todos mis fanes". De esta gira fue lanzado un DVD, titulado Dream Chaser, fue lanzado el 22 de enero de 2002, que incluye la biografía de Simpson, videos musicales, detrás de las escenas se ve en "Irresistible" y "A Little Bit", y las imágenes de la gira. La cinta alcanzó el número veinte cinco en Videos Top Billboard de la Música trazar, para la emisión del 9 de febrero de 2002.

## Setlist[3]
1. "Intro" (Video Introduction)
2. "Hot Like Fire"
3. "I Think I'm In Love With You"
4. "I've Got My Eyes On You"
5. "When You Told Me You Loved Me"
6. "Dancer B'Down"
7. "A Little Bit"
8. "What's It Gonna Be"
9. "I Wanna Love You Forever"
10. "I Never"
11. "His Eye On The Sparrow"
12. "For Your Love"
13. "Woman in Me"
14. "Imagination"
15. "Irresistible"

## Jessica Simpson: Dream Chaser
Jessica Simpson: Dream Chaser es el primer DVD de Jessica Simpson, lanzado el 22 de enero de 2002. Este DVD tiene todos los vídeos de Jessica, incluyendo "A Little Bit". Este DVD también incluye entrevistas con Jessica (¿cómo se sentía con su segundo álbum, etc), detrás de las escenas de sus duetos, y clips de su primera gira (de apertura de 98 Degrees), su propio recorrido, con sus bailarines, detrás de las escenas, reunidos los aficionados, y la realización de los videos (Irresistible y A Little Bit). También tiene el performance MTV Spring Break.

## Características técnicas
- Subtítulos disponibles: inglés
- Audio: inglés (Dolby Digital 5.1)
- Acceso individual a escenas o de tiempo completo: si.

## Contenido
1. Program Start
2. Once Upon A Time There Was A Dream
3. I Wanna Love You Forever" Video musical
4. Finding the Deal
5. The Making of Sweet Kisses
6. Where You Are" Video musical featuring Nick Lachey
7. The First Tour
8. I Think I'm In Love With You" Video musical
9. The Dream Is Coming True
10. Irresistible: The Next Level
11. The Making of the Video: "Irresistible"
12. "Irresistible" Video musical
13. The Making Of The Video: "A Little Bit"
14. "A Little Bit" Video musical
15. "There You Were", Duet with Marc Anthony
16. Dance! Dance! Dance!
17. The Dream Chaser Tour
18. "Irrestible" MTV Spring Break Performance
19. Me & My Fans
20. "Irrestible(So So Def Remix)" Music Video
21. The Dreams Ahead
22. Créditos